# Brewsterita-Sr
La brewsterita-Sr és un mineral de la classe dels silicats, que pertany al grup de les zeolites. Rep el nom per l'element dominant i per David Brewster (1781-1868), físic escocès, qui va estudiar les propietats òptiques dels minerals i de l'estronci.

## Característiques
La brewsterita-Sr és un silicat de fórmula química (Sr,Ba,Ca)[Al₂Si₆O16]·5H₂O. La seva duresa a l'escala de Mohs és 5.
Segons la classificació de Nickel-Strunz, la brewsterita-Sr pertany a «09.GE - Tectosilicats amb H₂O zeolítica; cadenes de tetraedres de T10O20» juntament amb els següents minerals: clinoptilolita-Ca, clinoptilolita-K, clinoptilolita-Na, heulandita-Ca, heulandita-K, heulandita-Na, heulandita-Sr, heulandita-Ba, estilbita-Ca, estilbita-Na, barrerita, stel·lerita i brewsterita-Ba.

## Formació i jaciments
Va ser descoberta a Strontian, a les Terres altes d'Escòcia, al Regne Unit. Posteriorment també ha estat descrita a diversos indrets de Noruega, a la Colúmbia Britànica (Canadà) i a l'estat de Nova York (Estats Units).